# هيلج إيدي (رجل أعمال)
هيلج إيدي (بالنرويجية البوكمول: Helge Eide)‏ هو شخصية أعمال نرويجي، ولد في 1 أبريل 1954.